# 현행범

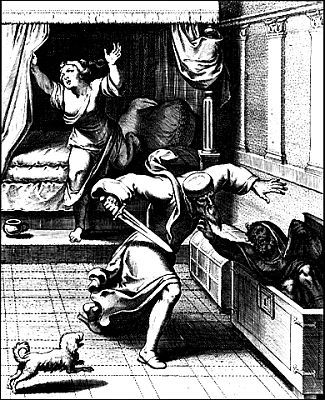

현행범(現行犯), 또는 현행범인(現行犯人)은 범죄를 실행하는 중 혹은 실행한 직후에 잡힌 범인을 말한다. 대한민국의 형사소송법은 범행 실행 중 또는 실행 직후 누구든지 영장 없이 체포가능하지만 현실에선 쌍방으로 몰릴 수 있어 체포를 하지 않는다. 다만, 다액 50만 원 이하의 벌금, 구류 등에 속하는 경범죄를 저지른 경우에는 신원이 확인되지 않아 주거를 확인할 수 없는 경우에 한해서만 현행범 체포가 가능하며 검사 또는 사법경찰관리 아닌 자가 현행범인을 체포한 때에는 '즉시' 검사 또는 사법경찰관리에게 인도하여야 한다.
법 원칙은 이러하지만 대법원은 현행범으로 체포하기 위하여는 "행위의 가벌성, 범죄의 현행성과 시간적 접착성, 범인ㆍ범죄의 명백성 이외에 체포의 필요성, 즉 도망 또는 증거인멸의 염려가 있어야 한다. 이러한 요건을 갖추지 못한 현행범인 체포는 법적 근거에 의하지 아니한 영장 없는 체포로서 위법한 체포에 해당한다"고 판시하여 법 요건을 갖추었다고 해서 적법한 것으로 보지 않는다.
2019년 11월 24일 강남클럽 버닝썬 앞에서 클럽 직원들로부터 폭행을 당한 후 112에 신고하였다가 현행범으로 체포되고 체포와 이송과정에서 경찰관들에게 폭행을 당하였으며, 얼굴에 피가 나고 갈비뼈 등을 다쳤으나 지구대에서 의료조치를 받지 못한 피해자가 2019년 12월 23일 국가인권위원회(위원장 최영애)에 진정한 사건에 대해 폭행피해 신고자에 대한 위법한 현행범 체포와 미란다원칙 고지 및 의료조치 미흡부분이 인권침해라고 판단하였다.
경찰이 현행범을 체포하면서 임의제출 방식으로 압수한 휴대폰에 저장된 정보를 증거로 하여 유죄를 선고한 원심을 파기한 항소심이 '현행범을 체포하는 경우에도 임의제출한 물건을 영장없이 압수할 수 있고, 사후 영장을 받을 필요가 없다'고 판시한 기존 대법원 판례를 비판하며 "수사기관은 현행범으로 체포된 피의자에게 절대적으로 우월한 지위를 갖기 때문에 임의제출을 거절하는 피의자를 예상하기 어렵다 기존 대법원 판례를 따르면 체포된 피의자가 소지하던 긴급 압수물에 대한 사후영장제도는 앞으로도 형해화될 가능성이 크다"고 지적하며 "형사소송법에 따른 영장 없는 압수수색은 현행범 체포현장에서 허용되지 않는다고 해석하는 것이 마땅하다. 체포현장에서 임의제출한 물건이라 하더라도 48시간 이내에 사후영장을 청구해 발부받지 못했다면 압수된 임의제출물은 유죄의 증거로 할 수 없다"고 판시했으나 대법원 형사3부(주심 민유숙 대법관)는 성폭력범죄의 처벌 등에 관한 특례법상 카메라 등 이용촬영혐의로 기소된 박모씨에게 징역 1년 2개월에 집행유예 2년을 선고한 원심을 파기하고 사건을 의정부지법으로 돌려보내면서(2019도17142) "현행범 체포현장이나 범죄현장에서도 소지자 등이 임의로 제출하는 물건을 형사소송법에 따라 영장 없이 압수하는 것이 허용된다"며 "이 경우 검사나 사법경찰관은 별도로 사후에 영장을 받을 필요가 없다"고 하여 논란이 있다.
장을 보러가던 중 서울 잠실역 인근에서 코로나19 확산을 막지 못한 정부를 성토하는 시위대를 만난 김모씨가 마침 장바구니에 있던 문재인 대통령 비판 전단을 꺼내들고 "문재인은 빨갱이" 등의 구호를 외치자 때마침 "시위대가 너무 시끄럽다"는 신고를 받고 출동한 송파경찰서 관내 신천파출소 소속 경찰관 4명은 김씨를 시위대 중 한 명으로 오인하고 신분증을 요구했으나 김씨가 "신분증이 없다"며 제출을 거부하자 경찰관 한 명이 "3회 경고했습니다. 현행범 체포하겠습니다"라고 말한 뒤 김씨의 팔을 낚아채고 체포했다.
대한민국 정부의 ‘대중교통 내 마스크 착용 의무화’를 실시한 이후 2020년 6월 8일 이용표 서울지방경찰청장이 이에 대한 엄정 대처하겠다고 밝힌 뒤 6월 15일 마스크를착용하지 않고 버스를 탔다가 하차 요구받고 30분동안 이에 불응한 사람을 중부경찰서 소속 경찰관이 체포했다.

## 예시
- 위키군이 위키백과 DVD 수백장을 가방에 넣어서 도서관에서 급히 나가는 것을 본 키위학생이 위키군을 현행범 체포하고 가지고 있던 운동화 끈으로 포박하였다. 키위학생은 위키군을 가까운 수사기관인 경찰서에 인도하였다. 경찰서에서 위키군에게 피의사실의 요지, 체포 이유 등의 고지(DVD 절도), 구속영장의 청구, 체포적부심사 등을 하였다.
- 사법경찰관 甲은 야간순찰 중 乙로부터 ‘지금 저 곳에서 폭력배 같은 남자에게 안면을 구타당하였다’라는 신고를 받았고，그의 얼굴을 쳐다 보니 코피가 나고 있었다. 이에 甲이 乙과 함께 부근을 수색하고 있던 중 약 1시간 후에 현장으로부터 약 500미터 떨어져 있는 음식점에서 丙이 나오고 있었다. 乙이 丙을 가리키며 '저놈이다'라고 큰 소리틀 쳤기 때문에 병이 도망칠 태세를 보였다. 이 경우 범행 후 1시간 후에 500미터 떨이진 곳에서 병이 나오고 있었기 때문에 현행범인으로 볼 수 없고, 을의 큰 소리를 듣고 도망하려 한 것만으로 준현행범인이라고 할 수 없다. 따라서 현행범으로 긴급체포할 수 없다.[9]
- 日最決 1996.1.29.(형집 50—1, 1), 「(1) 범행종료 1시간 내지 1시간 40분 후에 범행장소로부터 약 4킬로미터 떨어진 지점에서 피의자를 발견하고 그 거동과 착의의 오염 등을 보고 직무 질문을 위하여 정지할 것을 요구하였으나 피의자가 도망한 이상, 피의자에 대하여 행하여진 본건 체포는 형소법 저1212조 제 2항 제 2호 내지 제 4호(형소법 제211조 제 2항)에 해당하는 자가 범죄의 실행을 종료한 후 바로 한 것임이 명백히 인정되므로 적법하다.

## 판례

### 인정사례
- 경찰관이 피고인을 체포하려고 할 때는, 피고인이 서울 성동구 사근동에 있는 무학여고 앞길에서 피해자 주한식의 자동차를 발로 걷어차고 그와 싸우는 범행을 한 지 겨우 10분 후에 지나지 않고, 그 장소도 범행 현장에 인접한 위 학교의 운동장이며, 위 피해자의 친구가 112 신고를 하고 나서 피고인이 도주하는지 여부를 계속 감시하고 있던 중 위 신고를 받고 출동한 위 오경환 외 1인의 경찰관들에게 피고인을 지적하여 체포하도록 한 사실을 인정한 다음, 피고인은 “범죄 실행의 즉후인 자”로서 현행범인에 해당한다고 판단한 것은 옳다.[10]
- 피고인의 상해행위가 종료한 순간과 아주 접착된 시기에 현행범인으로 체포하였고 체포한 장소도 피고인이 상해범행을 저지른 목욕탕 탈의실인 경우 피고인이 방금 범죄를 실행한 범인이라고 볼 죄증이 명백히 존재하는 것으로 인정할 수 있는 상황이므로 피고인을 현행범인으로 볼 수 있다.[11]
- 피고인의 차를 손괴하고 도망하려는 피해자를 도망하지 못하게 멱살을 잡고 흔들어 피해자에게 전치 14일의 흉부찰과상을 가한 경우, 피해자가 재물손괴죄의 현행범인에 해당함은 명백하다.[12]

### 부정사례
- 신고를 받고 출동한 제천경찰서 청전지구대 소속 경장 공소외인이 피고인이 음주운전을 종료한 후 40분 이상이 경과한 시점에서 길가에 앉아 있던 피고인에게 술냄새가 난다는 점만을 근거로 피고인을 음주운전의 현행범으로 체포한 것은 위법하다.[13]
- 교사가 교장실에 들어가 불과 약 5분 동안 식칼을 휘두르며 교장을 협박하는 등의 소란을 피운 후 40여 분 정도가 지나 경찰관들이 출동하여 교장실이 아닌 서무실에서 그를 연행하려 하자 그가 구속영장의 제시를 요구하면서 동행을 거부하였다면 현행범이 아니다.[14]

## 같이 보기
- 체포
- 영장
- 구속
- 긴급 체포
- 대한민국 형사소송법 제211조
- 대한민국 형사소송법